# Josef Mühlig
Josef Mühlig (* 8. Januar 1874 in Unter Reichenau, Königreich Böhmen; † 27. Februar 1954 in Teplice, Tschechoslowakei) war ein tschechoslowakischer Glasindustrieller.

## Leben
Josef Max Mühlig wurde in Unter Reichenau als erster Sohn des Hütteningenieurs Eugen Max Mühlig (1835–1915) und der Maria Rosina geb. Schmieger (1850–1932) geboren. Zusammen mit seinem Bruder Anton (1876–1951) wuchs er in Unter Reichenau auf, wo sein Vater bis 1883 leitende Funktionen bei den Hütten- und Montanwerken J.D. Starck ausübte und sich danach in der Gegend von Teplitz als Glasfabrikant selbständig machte. 
Nach der Realschule besuchte Josef Mühlig von 1889 bis 1892 die Höhere Gewerbeschule Chemnitz, die er als Ingenieur der chemischen Technik verließ. Zum Ende des Jahres 1892 begann er seine Tätigkeit in den väterlichen Glashüttenwerken Max Mühlig. Zu Beginn des 20. Jahrhunderts ließ Josef Mühlig in der Gottfried-Keller-Straße (heute ul. Karla Čapka 18) im Teplitzer Ortsteil Schönau (Šanov) nach Plänen des Baumeisters Wilhelm Palme eine repräsentative zweigeschossige Villa errichten. 

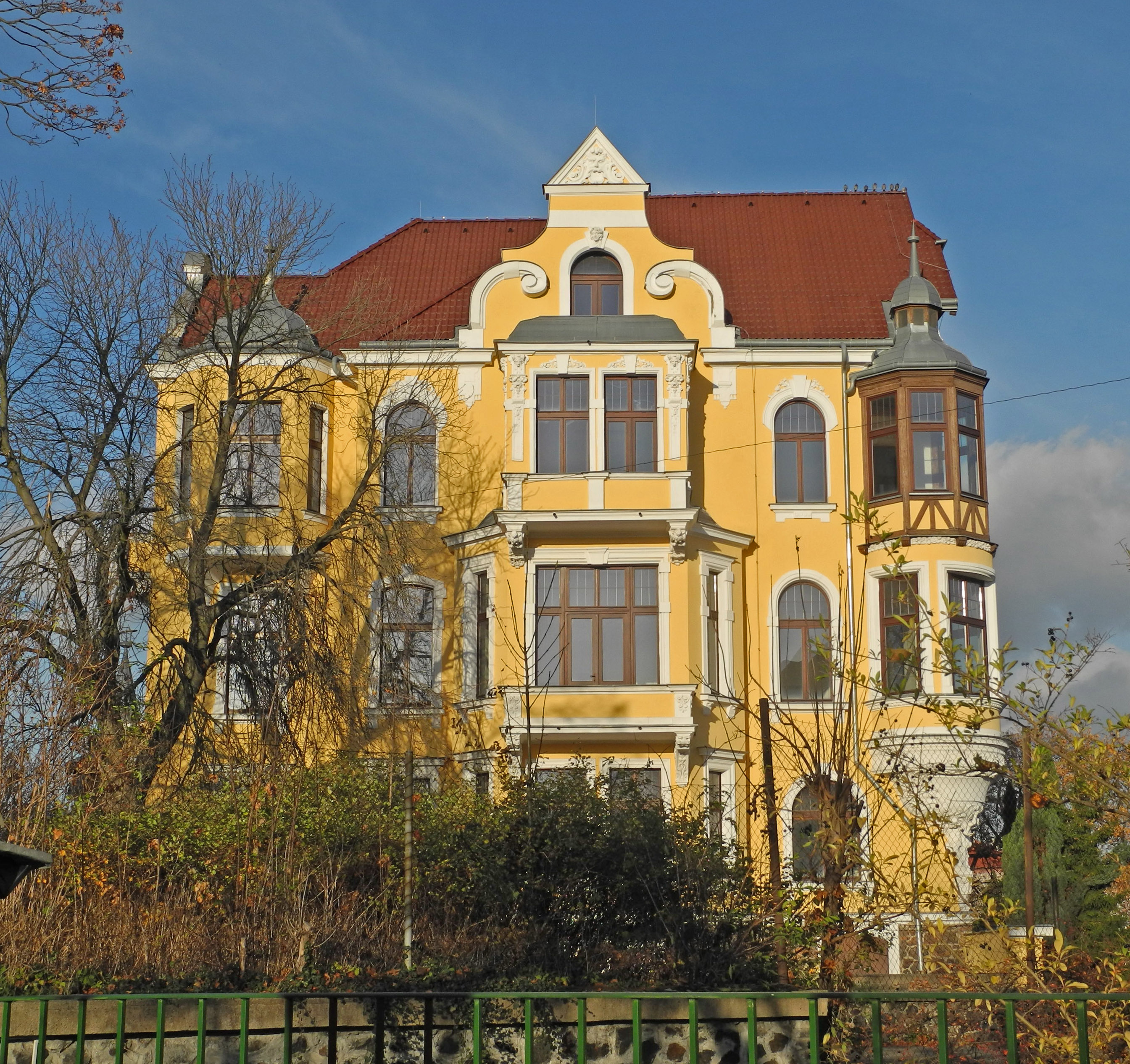
Villa Mühlig in Teplice-Šanov

1908 gründete Mühlig zusammen mit seinem Bruder im ungarischen Salgótarján eine neue Tafelglashütte. Im Jahre 1910 reiste Josef Mühlig in die USA und besuchte die American Window Glass Company in Pittsburgh. Sein besonderes Interesse galt der Mechanisierung der Fensterglasproduktion, um das gesundheitsschädliche Mundblasen abzulösen. Nach dem Tode seines Vaters übernahm er 1915 die technische Leitung der Glashüttenwerken Max Mühlig. Während des Ersten Weltkriegs beschäftigte sich Josef Mühlig mit dem 1902 von Émile Fourcault patentierten, jedoch noch unausgereiften Fourcault-Verfahren zur maschinellen Herstellung von Fensterglas. Mühlig erhielt 1916 durch den Generalgouverneur Moritz von Bissing die Erlaubnis, die seit der Besetzung im Jahre 1914 stillgelegte Fourcaultsche Glasfabrik in Dampremy wieder in Betrieb zu nehmen, um das Verfahren zur Reife zu bringen. Bis zum Ende des Ersten Weltkrieges erfolgte die Fensterglasproduktion in Dampremy unter Regie der Österreichischen Handelsgesellschaft Vereinigter Tafelglasfabriken. 1919 wandte Josef Mühlig als Erster nach dem Erfinder das Fourcaultsche Verfahren mit sieben Maschinen in der Maxhütte in Hostomitz an und beschäftigte sich seitdem mit dessen Verbesserung. Auch die Zerstörung der Marienhütte in Settenz durch ein Großfeuer im Jahre 1919 konnte den Aufschwung des Unternehmens nicht ausbremsen. Für die Flaschenproduktion führte Mühlig als Erster in Österreich-Ungarn das in den USA entwickelte vollautomatische Owens-Verfahren ein. 
Die Glashüttenwerke Max Mühlig, bereits seit 1907 Großaktionär der Österreichischen Glashüttenwerke AG in Aussig, übernahmen das nach der Gründung der Tschechoslowakei als Union-Glashütten AG firmierende Aussiger Unternehmen im Jahre 1924 gänzlich und fusionierten es zur Mühlig-Union Glashütten AG, die seit 1926 ihren Sitz in Settenz hatte. Im Jahre 1926 arbeiteten in Aussig und Hostomitz sechs Maschinen nach dem Owens-Verfahren. 1931 erwarb die Gesellschaft zudem noch alle Aktien der Helmstedter Glasindustrie AG in Helmstedt. Im Jahre 1940 wurde auch die Fischmann Söhne AG in Teplitz-Schönau, ein Hersteller von Stangenglas für die Gablonzer Schmuckindustrie und Glasbausteinen eingegliedert. Das Portfolio der Mühlig-Union Glasindustrie AG umfasste Flach-, Matt- und Eisglas, Flaschen und Ballons, nichtsplitterndes Sicherheitshart- und Verbundglas, wärmedämmende Doppelfenster, Transparentglas, Weiß-, Hohl-, Verpackungs- und Wandbekleidungsglas. Für die Luftwaffe erfolgte die Produktion von "Thorax-Sicherheitsglas". Mühligs Unternehmen galten als modernster Flachglasproduzent in Kontinentaleuropa und waren auch in sozialer Hinsicht Musterbetriebe.
Neben seiner unternehmerischen Tätigkeit engagierte sich Mühlig in verschiedenen Verbänden und Vereinen. Ab 1929 war er Leiter des Deutschen Hauptverbandes der Industrie in der Tschechoslowakei und seit 1932 dessen Präsident. Außerdem war er Vorsitzender des Nationalkomitees der tschechoslowakischen Glasindustrie in Prag und des Vereins der Freunde der Deutschen Technischen Hochschule Prag, Vizepräsident des Zentralverbandes der tschechoslowakischen Industriellen sowie im Aufsichtsrat mehrerer Unternehmen.
Nach dem Ende des Zweiten Weltkrieges wurden die Betriebe der Mühlig-Union Glasindustrie AG als Sklo Union Teplice unter staatliche Verwaltung gestellt. Josef Mühlig übte dort noch bis zu seinem Tode eine Beratertätigkeit aus. Die heute daraus hervorgegangene AGC Flat Glass Czech a.s. ist der größte Flachglashersteller in Mittel- und Osteuropa.

## Ehrungen
- 1917: Orden der Eisernen Krone III. Klasse
- 1926: Ehrendoktor der technischen Wissenschaften der Deutschen Technischen Hochschule Prag
- 1936: Ehrenpräsident des II. Internationalen Kongresses für Glas in London
- 1944: Ehrenmitgliedschaft der Deutschen Glastechnischen Gesellschaft

## Familie
Mühlig heiratete 1907 in Holoubkau Maria Margarethe Babette Hopfengärtner (1885–1971), eine Tochter des Gründers der Zbirower Eisenwerke AG Maximilian Adam Hopfengärtner (1842–1918). Die Ehe blieb kinderlos. 1941 adoptierte er seinen Cousin Friedrich Rudolf Richard Versen (1905–1982), der danach den Nachnamen Mühlig-Versen führte.
Der Zwodauer Textilfabrikant Ignaz Schmieger war sein Großvater. Seine Großtante Agnes geb. Mühlig (1807–1882) war mit dem Unternehmer Johann Anton Freiherr von Starck (1808–1883), dem jüngsten Sohn von Johann David Starck, verheiratet. Mit dem Generalleutnant der Waffen-SS Fritz von Scholz (1896–1944) war er verschwägert.

## Publikationen
- Aufsätze und Vorträge, Bad Teplitz-Schönau: Johann Schors, 1942